# Potamiá (ort i Grekland, Västra Grekland)
Potamiá är en ort i Grekland.   Den ligger i prefekturen Nomós Aitolías kai Akarnanías och regionen Västra Grekland, i den centrala delen av landet, 240 km nordväst om huvudstaden Aten. Potamiá ligger 279 meter över havet och antalet invånare är 334.
Terrängen runt Potamiá är kuperad åt sydväst, men åt nordost är den bergig. Potamiá ligger nere i en dal.Runt Potamiá är det glesbefolkat, med 10 invånare per kvadratkilometer. Närmaste större samhälle är Amfilochía, 20,0 km sydväst om Potamiá. == Kommentarer ==
1. ↑  Framräknat ur variansen i alla höjduppgifter (DEM 3") från Viewfinder Panoramas, inom 10 km radie.[2] Mer om algoritmen finns här: Användare:Lsjbot/Algoritmer.